# Darnell Wright
Darnell Marquies Wright (Huntington, Virginia Occidental; 10 de agosto de 2001) más conocido como Darnell Wright, es un jugador profesional estadounidense de fútbol americano, se desempeña en la posición de offensive tackle en Chicago Bears, en la National Football League (NFL).

## Carrera
Hizo su debut profesional con el equipo Chicago Bears, lleva jugando una temporada, comenzó en el 2023.